# Leonardo Lázaro
Leonardo Lázaro (Cúcuta, Norte de Santander, Colombia; 12 de abril de 1993) es un futbolista colombiano. Juega de centrocampista.

## Clubes
| Club             | País     | Año         |
| ---------------- | -------- | ----------- |
| Rionegro Águilas | Colombia | 2012        |
| Cúcuta Deportivo | Colombia | 2013 - 2014 |
| Valledupar F. C. | Colombia | 2015        |
| Unión Magdalena  | Colombia | 2016 - 2017 |
| Atlético Huila   | Colombia | 2017        |
| Real Cartagena   | Colombia | 2018        |